# Ligularia tenuipes
Ligularia tenuipes là một loài thực vật có hoa trong họ Cúc. Loài này được (Franch.) Diels mô tả khoa học đầu tiên năm 1901.